# 大業拾遺記
《大業拾遺記》，又名《隋遺錄》、《南部煙花錄》，唐朝傳奇小說。全書分上下二卷，舊題唐顏師古撰，今人多疑其偽。一說作者是杜寶。
《大业拾遗记》据跋文可知，会昌中诏拆浮图，在上元瓦棺寺一双阁中得颜真卿手写《隋书》遗稿。此事假難辨。《大业拾遗记》描寫大業十二年，天下大亂，隋炀帝仍逸游江都，荒淫無道，“每舟择妍丽长白女子千人，执雕板镂金楫，号为殿脚女”，终于导致国破家亡，但内容多为编造。在《大业拾遗记》、《开河记》等文学作品中，隋炀帝的负面形象無疑是被夸大。有《百川學海》本、《说郛》本等。